# Uczta Estery
Uczta Estery (niderl. Ester beschuldigt Haman tijdens het gastmaal met Ahasveros) – obraz holenderskiego malarza barokowego Jana Lievensa.
Pierwotnie obraz był przypisywany Rembrandtowi, z którym Lieven czasem współpracował. Temat historii Estery i Hamana był modny w Złotym Wieku Holandii, głównie wśród protestanckich malarzy. W nawiązaniu do okupacji katolickiej Hiszpanii i ucisku z jej strony, identyfikowano losy Niderlandów do losów uciskanego ludu Izraela i oczekiwanego wyzwolenia.

## Geneza
Temat obrazu został zaczerpnięty ze starotestamentowej Księgi Estery. Przedstawiony motyw jest kulminacyjnym punktem w historii Estery. Kobieta była żydowską żoną króla Persów Achaszwerosza, utożsamianego z Kserksesem I. Jego doradca Haman, w jej obecności knuł plany zgładzenia jej przybranego ojca Mardocheusza i zamordowania wszystkich Żydów w królestwie perskim. Estera zaprosiła go na obiad w towarzystwie jej i króla. Podczas posiłku jego plany zostały zdemaskowane w wyniku czego został powieszony na drzewie.

## Opis obrazu
Lievens wybrał moment, gdy królowa Estera wyjawia mordercze plany Hamana podczas wspólnego posiłku. Postacie siedzą przy zastawionym stole. Estera wskazuje palcem na urzędnika króla. Jest zaniepokojona i niepewna reakcji męża. Król jest rozgniewany, rozkłada ramiona, a jego dłonie zaciskają się w pięści. Jego wzrok jest wbity w Hamana. Z jego twarzy emanuje złość. Nastrój ten odczytuje Haman. Ukazany od tyłu w cieniu, w przerażeniu podnosi rękę w geście obrony i odsuwa się od stołu. Wie, że jego dni są policzone. Rodzaj śmierci jaką umrze, również jest znany. Pomiędzy królem a królową stoi eunuch Charbona, który proponuje powieszenie Hamana na szubienicy, którą sam zbudował dla izraelity Mordocheusza.
Lievens bardzo dużo uwagi poświęcił na ukazanie szczegółów bogato zdobionych szat króla, jak i Estery. Turban i szaleństwo w oczach Kserksesa są odbiciem powszechnej opinii co do wschodnich władców.